# Der König und der Vogel
Der König und der Vogel (orig. Le roi et l’oiseau) ist ein französischer Zeichentrickfilm von Jacques Prévert und Paul Grimault frei nach Hans Christian Andersens Kunstmärchen Die Hirtin und der Schornsteinfeger. Seine Entstehung begann bereits in den 1940ern. Nach einem plötzlichen Produktionsstopp veröffentlichte der Verleih 1952 eigenmächtig eine unvollendete Fassung unter dem Titel La Bergère et le Ramoneur, die bei der 13. Film-Biennale in Venedig dennoch mit dem Spezialpreis der Jury ausgezeichnet wurde. Ab 1967 setzten Grimault und Prévert die Produktion fort und brachten ihren fertiggestellten Film schließlich am 19. März 1980 in die französischen Kinos. Der deutsche Kinostart folgte am 12. März 1981.

## Handlung
Der tyrannische König von Takicardie macht seinen Untertanen das Leben schwer. Einziger Widersacher: Ein bunter Vogel, der sich stets vor den Schüssen des Despoten zu retten weiß. Eines Nachts geschehen im herrschaftlichen Schlafgemach merkwürdige Dinge. Die beiden Figuren eines Gemäldes – ein Schornsteinfeger und eine Schäferin – erwachen zum Leben und verlieben sich. Nun schlägt des Vogels große Stunde. Er hilft ihnen dabei, aus ihrem gerahmten Gefängnis zu fliehen. Der König, der sich seinerseits in die Schäferin verliebt hat, lässt das Trio von der Polizei jagen. Als es ihm gelingt, die drei aufzuspüren, nimmt er das Mädchen gefangen und sperrt die beiden anderen in eine Löwen-Arena. Womit er nicht gerechnet hat: Die Henker lassen sich von ihrer Mahlzeit dressieren.

## Rezeption
Der König und der Vogel erhielt international ein sehr gutes Presseecho, was sich auch in den Auswertungen US-amerikanischer Aggregatoren widerspiegelt. So erfasst Rotten Tomatoes ausschließlich wohlwollende Besprechungen und ordnet den Film damit als „Frisch“ ein. Metacritic ermittelt aus den vorliegenden Bewertungen „Einhelliges Lob“.

„Ein optisch wie literarisch reizvolles Märchen-Abenteuer, das über fantasievolle Unterhaltung hinaus auch ein politisches und moralisches Gleichnis über die Macht ist.“

1980 erhielt Der König und der Vogel als erster und Stand 2025 auch einziger Trickfilm den französischen Louis-Delluc-Preis als „Bester Film“.

## Belege
1. 1 2 3 4 5  Der König und der Vogel. In: Lexikon des internationalen Films. Filmdienst, abgerufen am 11. August 2025.
2. 1 2  Der König und der Vogel. In: Rotten Tomatoes. Fandango, abgerufen am 30. Januar 2025 (englisch, aggregiert aus 22 Kritiken).
3. 1 2  Der König und der Vogel. In: Metacritic. Abgerufen am 6. Dezember 2024 (englisch, aggregiert aus 14 Kritiken).
4. ↑  Craig Butler: Kritik zu Der König und der Vogel (Memento vom 28. Januar 2022 im Internet Archive) bei AllMovie (englisch)

- Weitere Filmlinks:
- OFDb: Link |
- Cinema: Link |
- Schnittberichte: Link |
- Synchronkartei: Link |
- Prisma: Link |
- TMDb: Link |
- Letterboxd: Link |
- Moviepilot: Link |
- bearbeiten